# بیگادی

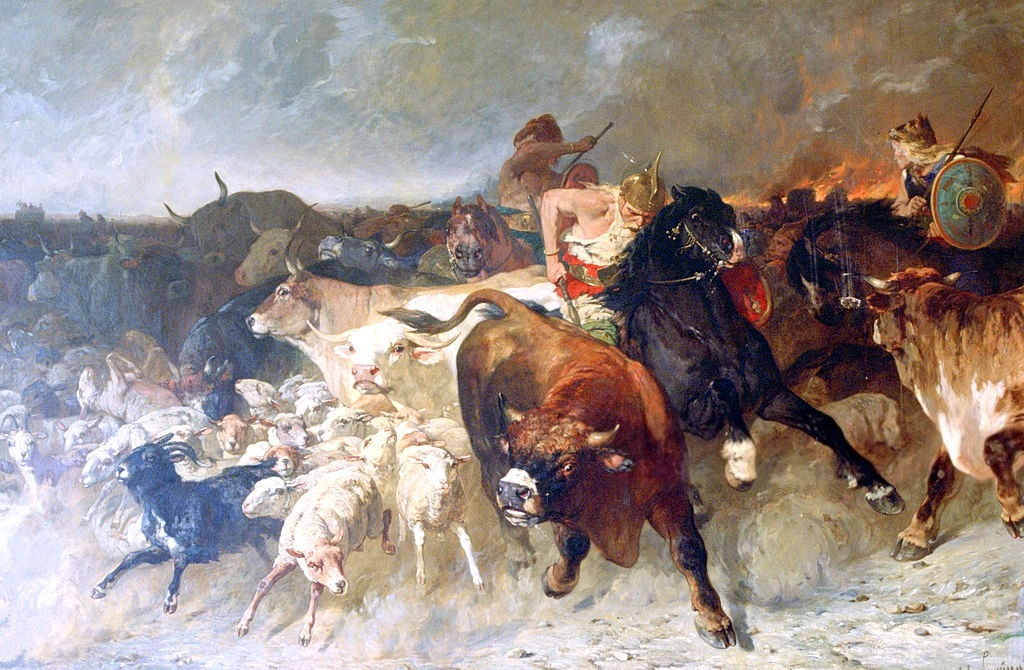
غارتگران گل، اثر اِواریستا ویتال لومینه

بیگادی (انگلیسی: Bagaudae) عنوانی است که گاهی تحت نام بیکودی هم تلفظ می‌شود و عبارت است از خرده‌دهقان‌پیشههای شورشی در دوران باستان متأخر و مصادف با امپراتوری روم که در سرزمین گل و هیسپانیا ظهور کردند. بیگادی‌ها به ویژه در جریان بحران قرن سوم به وجود آمدند و تا زمان سقوط امپراتوری روم غربی نیز دوام داشتند.